# Aphantopus maculosa
Aphantopus maculosa är en fjärilsart som beskrevs av John Henry Leech 1890. Aphantopus maculosa ingår i släktet Aphantopus och familjen praktfjärilar. Inga underarter finns listade i Catalogue of Life.